# Cercle Brugge in het seizoen 2021/22
Deze pagina beschrijft de prestaties van Cercle Brugge in het seizoen 2021/22.
Yves Vanderhaeghe werd ontslaan als trainer na de 16de speeldag. De ploeg had toen 13 punten op 48. De Oostenrijker Dominik Thalhammer volgde hem op.
Op  29 maart 2022 overleed keeper Miguel Van Damme. Hij leed aan leukemie.  Van Damme had het rugnummer 16 en sinds zijn overlijden klappen de supporters elke 16e minuut ter nagedachtenis van de doelman. 
In de reguliere competitie eindige Cercle op de tiende plek. 

## Spelerskern
| No.           | Naam                    | Nationaliteit         | Geboortedatum | Vorige club       |
| ------------- | ----------------------- | --------------------- | ------------- | ----------------- |
| Keepers       |                         |                       |               |                   |
| 1             | Thomas Didillon         | Frankrijk             | 28/11/1995    | RSC Anderlecht    |
| 16            | Miguel Van Damme        | België                | 25/09/1993    | Eigen jeugd       |
| 21            | Warleson                | Brazilië              | 31/08/1996    | Sampaio Corrêa FC |
| 89            | Sébastien Bruzzese      | België                | 01/03/1989    | KV Kortrijk       |
| Verdedigers   |                         |                       |               |                   |
| 2             | Vitinho                 | Brazilië              | 23/07/1999    | Cruzeiro EC       |
| 4             | Jesper Daland           | Noorwegen             | 06/01/2000    | IK Start          |
| 5             | Boris Popovic           | Frankrijk             | 26/02/2000    | AS Monaco         |
| 6             | Edgaras Utkus           | Litouwen              | 22/06/2000    | AS Monaco         |
| 8             | Robbe Decostere         | België                | 08/05/1998    | Eigen jeugd       |
| 17            | Serge-Philippe Raux-Yao | Ivoorkust             | 30/05/1999    | AJ Auxerre        |
| 18            | Senna Miangue           | België                | 05/02/1997    | Cagliari Calcio   |
| 19            | Dimitar Velkovski       | Bulgarije             | 22/01/1995    | Slavia Sofia      |
| 20            | David Sousa Albino      | Brazilië              | 04/07/01      | Botafogo FR       |
| 25            | Alexander Corryn        | België                | 03/01/1994    | KV Mechelen       |
| 32            | Arne Cassaert           | België                | 20/11/2000    | Eigen jeugd       |
| Middenvelders |                         |                       |               |                   |
| 14            | Charles Vanhoutte       | België                | 16/09/1998    | Eigen jeugd       |
| 22            | Leonardo Da Silva Lopes | Portugal              | 30/11/1998    | Hull City AFC     |
| 23            | Olivier Deman           | België                | 06/04/2000    | Eigen jeugd       |
| 28            | Hannes Van der Bruggen  | België                | 1/4/1993      | KV Kortrijk       |
| 44            | Andi Koshi              | België                | 17/02/2001    | PSV               |
| 98            | Franck Kanouté          | Senegal               | 13/12/1998    | Delfino Pescara   |
| Aanvallers    |                         |                       |               |                   |
| 7             | Waldo Rubio             | Spanje                | 17/08/1995    | Real Valladolid   |
| 9             | Kévin Denkey            | Togo                  | 30/11/2000    | Nîmes Olympique   |
| 10            | Dino Hotić              | Bosnië en Herzegovina | 26/07/1995    | NK Maribor        |
| 11            | Rabbi Matondo           | Verenigd Koninkrijk   | 09/09/2000    | FC Schalke 04     |
| 29            | Álex Millán             | Spanje                | 07/11/1999    | Villarreal CF     |
| 34            | Thibo Somers            | België                | 16/03/1999    | Eigen jeugd       |
| 35            | Silvère Ganvoula        | Congo-Brazzaville     | 29/06/996     | VfL Bochum        |
| 42            | Aske Sampers            | België                | 20/05/2001    | Eigen jeugd       |

### Transfers

###### ZOMER
IN
| Naam               | Nationaliteit       | Van             | Type    |
| ------------------ | ------------------- | --------------- | ------- |
| Jesper Daland      | Noorwegen           | IK Start        | gekocht |
| Edgaras Utkus      | Litouwen            | AS Monaco       |         |
| Boris Popovic      | Frankrijk           | AS Monaco       |         |
| Rabbi Matondo      | Verenigd Koninkrijk | FC Schalke 04   | huur    |
| Waldo Rubio        | Spanje              | Real Valladolid | huur    |
| Senna Miangue      | België              | Cagliari Calcio | huur    |
| Álex Millán        | Spanje              | Villarreal CF   | huur    |
| David Sousa Albino | Brazilië            | Botafogo FR     | huur    |
| Aske Sampers       | België              | eigen jeugd     |         |

UIT
| Naam               | Nationaliteit       | Naar                   | Type         |
| ------------------ | ------------------- | ---------------------- | ------------ |
| Alimami Gory       | Frankrijk           | Paris FC               | verhuurd     |
| Naomichi Ueda      | Japan               | Nîmes Olympique        | transfervrij |
| Kévin Hoggas       | Frankrijk           | Waasland Beveren       | verkocht     |
| Calvin Dekuyper    | België              | Royal Excel Moeskroen  | transfervrij |
| Jérémy Taravel     | Frankrijk           | Royal Excel Moeskroen  | transfervrij |
| Aldom Deuro        | Mali                | LB Châteauroux         | verhuurd     |
| Merveille Goblet   | België              | Royal FC Mandel United | transfervrij |
| Strahinja Pavlović | Servië              | AS Monaco              | einde huur   |
| Jean Marcelin      | Frankrijk           | AS Monaco              | einde huur   |
| Iké Ugbo           | Verenigd Koninkrijk | Chelsea FC             | einde huur   |
| Anthony Musaba     | Nederland           | AS Monaco              | einde huur   |
| Giulian Biancone   | Frankrijk           | AS Monaco              | einde huur   |
| David Bates        | Verenigd Koninkrijk | Hamburger SV           | einde huur   |

###### WINTER
IN
| Naam             | Nationaliteit     | Van        | Type |
| ---------------- | ----------------- | ---------- | ---- |
| Silvère Ganvoula | Congo-Brazzaville | VfL Bochum | huur |

UIT
| Naam                    | Natinaliteit | Naar            | type         |
| ----------------------- | ------------ | --------------- | ------------ |
| Waldo Rubio             | Spanje       | Real Valladolid | einde huur   |
| Álex Millán             | Spanje       | Villarreal CF   | einde huur   |
| Serge-Philippe Raux-Yao | Ivoorkust    | Rodez AF        | transfervrij |
| Kylian Hazard           | België       | RWDM            | verhuurd     |
| Arne Cassaert           | België       | Knokke FC       | verhuurd     |

## Technische staf
| Functie            | Naam                                                                            | Nationaliteit     |
| ------------------ | ------------------------------------------------------------------------------- | ----------------- |
| trainer            | Yves Vanderhaeghe (tot en met 27/11/2023) Dominik Thalhammer (vanaf 28/11/2023) | België Oostenrijk |
| assistent-trainer  | Miron Muslic Jimmy De Wulf                                                      | Oostenrijk België |
| doelmantrainer     | Dany Verlinden                                                                  | België            |
| fysical trainer    | Eddie Lattimore Nick Van Ransbeek                                               |                   |
| kinesist           | Lennart De Smet Bert De Ruyter Bert Vankerschaver Jasper Ameye                  |                   |
| dokter             | Maximiliaan Moyaert                                                             |                   |
| scout              | Luciano Murchio                                                                 |                   |
| analist            | Scout Metcalf Dylan Vanhaeren                                                   |                   |
| materiaalmeester   | Albert Verbandt Pepijn Lenoor                                                   |                   |
| voedingsdeskundige | Charlotte Hoeman                                                                |                   |
| teammaneger        | Sven Vandendriessche                                                            |                   |
| sportief directeur | Carlos Avina                                                                    |                   |

## Raad van Bestuur
- Voorzitter:  Vincent Goemaere
- CEO: Ben Lambrecht

## Competities

### Reguliere competitie

#### Speeldagen
| Datum      | Speeldag | Thuisploeg          | Bezoekers           | Score | doelpunten                                                                    | punten | Opmerkingen |
| ---------- | -------- | ------------------- | ------------------- | ----- | ----------------------------------------------------------------------------- | ------ | --- |
| 27/07/2021 | 1        | Beerschot           | Cercle Brugge       | 0 - 1 | 0 - 1 Deman                                                                   | 3      | |
| 31/07/2021 | 2        | Cercle Brugge       | Oud-Heverlee Leuven | 1 - 1 | 0 - 1 Henry, 1 - 1 Rubio                                                      | 4      | |
| 06/08/2021 | 3        | Club Brugge         | Cercle Brugge       | 1 - 1 | 1 - 0 Vormer, 1 - 1 Rubio                                                     | 5      | |
| 15/08/2021 | 4        | Cercle Brugge       | RSC Anderlecht      | 1 - 2 | 1 - 0 Deman, 1 -1, 2 -1 Zirkzee                                               | 5      | |
| 21/08/2021 | 5        | RFC Seraing         | Cercle Brugge       | 2 - 1 | 0 - 1 Popovic, 1 - 1 Maziz, 2 - 1 Mouandilmadji                               | 5      | |
| 28/08/2021 | 6        | Cercle Brugge       | Sint-Truidense VV   | 0 - 1 | 0 - 1 Hayashi                                                                 | 5      | |
| 11/09/2021 | 7        | SV Zulte Waregem    | Cercle Brugge       | 2 - 4 | 1 - 0, 2 - 0 Gano, 2 - 1, 2 - 2 Millán, 2 - 3 Vitinho, 2 - 4 Hotić            | 8      | |
| 17/09/2021 | 8        | Cercle Brugge       | KAS Eupen           | 1 - 2 | 0 - 1 Kayembe, 1 - 1 Vanhoutte, 1 - 2 Agbadou                                 | 8      | |
| 26/09/2021 | 9        | KAA Gent            | Cercle Brugge       | 2 - 1 | 0 - 1 Álex Millán, 1 - 1 De Sart, 2 - 1 Lemajić                               | 8      | |
| 02/10/2021 | 10       | Cercle Brugge       | Union Sint-Gillis   | 0 - 3 | 0 - 1, 0 - 2 Vanzeir, 0 - 3 Lapoussin                                         | 8      | |
| 16/10/2021 | 11       | KV Oostende         | Cercle Brugge       | 2 - 1 | 0 - 1 Somers, 1 - 1 Gueye, 2 - 1 Amade                                        | 8      | |
| 23/10/2021 | 12       | Cercle Brugge       | Standard Luik       | 1 - 1 | 0 - 1 Bastien, 1 - 1 Daland                                                   | 9      | |
| 31/10/2021 | 13       | Cercle Brugge       | Royal Antwerp FC    | 0 - 1 | 0 - 1Frey                                                                     | 9      | |
| 07/11/2021 | 14       | KRC Genk            | Cercle Brugge       | 1 - 1 | 0 - 1 Somers, 1 - 1 Bongonda                                                  | 10     | Trainer Yves Vanderhaeghetestte positief op COVID-19. Wedstrijd onder leiding van assistent-trainers Jimmy De Wulf en Miron Muslic. |
| 20/11/2021 | 15       | Cercle Brugge       | Sporting Charleroi  | 1 - 2 | 0 - 1 Morioka, 0 - 2 Bessilé, 1 - 2 Daland                                    | 10     | |
| 27/11/2021 | 16       | Cercle              | KV Mechelen         | 3 - 1 | 1 - 0 Utkus, 1 - 1 Storm, 2 - 1 Hotić, 3 - 1 Matondo                          | 13     | Trainer Yves Vanderhaeghe werd ontslaan na deze wedstrijd.                                                                          |
| 04/12/2021 | 17       | KV Kortrijk         | Cercle Brugge       | 0 - 2 | 0 - 1, 0 - 2 Matondo                                                          | 16     | Eerste wedstrijd onder coach Dominik Thalhammer.                                                                                    |
| 11/12/2021 | 18       | Sint-Truidense VV   | Cercle Brugge       | 1 - 2 | 0 - 1 Utkus, 1 - 1 Brüls, 1 - 2 Matondo                                       | 19     | |
| 14/12/2021 | 19       | Cercle Brugge       | RFC Seraing         | 2 - 0 | 1 - 0 Hotić, 2 - 0 Da Silva Lopes                                             | 22     | |
| 18/12/2021 | 20       | Union Sint-Gillis   | Cercle Brugge       | 3 - 2 | 0 - 1 Utkus, 0 - 2 Matondo, 1 - 2 Mitoma, 2 - 2 Nieuwkoop, 3 - 2 Daland (own) | 22     | |
| 26/12/2021 | 21       | Cercle Brugge       | Club Brugge         | 2 - 0 | 1 - 0 Miangue, 2 - 0 Sousa                                                    | 25     | |
| 16/01/2022 | 22       | KAS Eupen           | Cercle Brugge       | 0 - 2 | 0 - 1 Somers, 0 - 2 Hotić                                                     | 28     | |
| 23/01/2022 | 23       | Cercle Brugge       | SV Zulte Waregem    | 3 - 1 | 1 - 0 Hotić, 2 - 0 Popovic, 2 - 1 Vossen, 3 - 1 Denkey                        | 31     | |
| 26/01/2022 | 24       | RSC Anderlecht      | Cercle Brugge       | 0 - 2 | 0 - 1 Matondo, 0 - 2 Kanouté                                                  | 34     | |
| 29/01/2022 | 25       | Cercle Brugge       | KV Oostende         | 0 - 1 | 0 - 1 D'Arpino                                                                | 34     | |
| 05/02/2022 | 26       | Standard Luik       | Cercle Brugge       | 1 - 1 | 0 - 1 Hotić, 1 - 1 Raskin                                                     | 35     | |
| 12/02/2022 | 27       | Oud-Heverlee Leuven | Cercle Brugge       | 3 - 2 | 0 - 1 Matondo, 1 - 1 Maertens, 1 - 2 Denkey, 2 - 2 Kaba, 3 - 2 Al-Taamari     | 35     | |
| 19/02/2022 | 28       | Cercle Brugge       | Beerschot           | 2 - 0 | 1 - 0 Denkey, 2 - 0 Matondo                                                   | 38     | |
| 26/02/2022 | 29       | KV Mechelen         | Cercle Brugge       | 2 - 2 | 1 - 0 Cuypers, 2 - 0 Souza, 2 - 1 Miangue, 2 - 2 Denkey                       | 39     | |
| 05/03/2022 | 30       | Cercle Brugge       | KRC Genk            | 2 - 2 | 1 - 0 Matondo, 2 - 0 Miangue, 2 - 1 Bongonda, 2 - 2 Heynen                    | 40     | |
| 12/03/2022 | 31       | Cercle Brugge       | KV Kortrijk         | 2 - 0 | 1 - 0 Hotić, 2 - 0 Denkey                                                     | 43     | |
| 19/03/2022 | 32       | Sporting Charleroi  | Cercle Brugge       | 5 - 0 | 1 - 0 Daland (own), 2 - 0, 3 - 0 Bayo, 4 - 0 Heymans, 5 - 0 Zaroury           | 43     | |
| 03/04/2022 | 33       | Cercle Brugge       | KAA Gent            | 2 - 2 | 0 - 1 Tissoudali, 1 - 1 Somers, 1 - 2 Depoitre, 2 - 2 Somers                  | 44     | Voor de wedstrijd was er een huldiging voor de recent overleden doelman Miguel Van Damme.                                           |
| 09/04/2022 | 34       | Royal Antwerp FC    | Cercle Brugge       | 1 - 1 | 1 - 0 Balikwisha, 1 - 1 Denkey                                                | 45     | |

Cercle eindigde op de tiende plek met 45 punten. 

#### Doelpuntenmakers
|    | Speler                                                                                 | Doelpunten |
| -- | -------------------------------------------------------------------------------------- | ---------- |
| 1  | Rabbi Matondo                                                                          | 9          |
| 2  | Dino Hotić                                                                             | 7          |
| 3  | Kévin Denkey                                                                           | 6          |
| 4  | Thibo Somers                                                                           | 5          |
| 5  | Senna Miangue, Álex Millán, Edgaras Utkus                                              | 3          |
| 8  | Jesper Daland, Olivier Deman,Boris Popovic, Waldo Rubio                                | 2          |
| 12 | Leonardo Da Silva Lopes, Franck Kanouté, David Sousa Albino,Charles Vanhoutte, Vitinho | 1          |

### Beker van België
| Datum      | Ronde         | Thuisploeg    | Bezoekers     | Score      | Doelpunten                                  |
| ---------- | ------------- | ------------- | ------------- | ---------- | ------------------------------------------- |
| 28/10/2021 | 1/16de finale | Cercle Brugge | KVK Tienen    | 3 - 0      | 1 - 0 Denkey, 2 - 0 Matondo, 3 - 0 Cassaert |
| 01/12/2021 | 1/8ste finale | KV Mechelen   | Cercle Brugge | 2 - 1 (nv) | 0 - 1 Somers, 1 - 1 de Camargo, 2 - 1 Storm |